# Prague (Nebraska)
Prague je selo u američkoj saveznoj državi Nebraska. Prema popisu stanovništva iz 2010. u njemu je živjelo 303 stanovnika.